# 洛雷勒博卡日-普雷欧
洛雷勒博卡日-普雷欧（法語：Lorrez-le-Bocage-Préaux，法語發音：[lɔʁe lə bɔkaʒ pʁeo] ⓘ）是法国塞纳-马恩省的一个市镇，属于枫丹白露区。该市镇于1972年由原市镇洛雷勒博卡日（Lorrez-le-Bocage）和普雷欧（Préaux）合并而成。

## 地理
洛雷勒博卡日-普雷欧（48°14'13"N, 2°54'3"E）面积19.9 平方千米，位于法国法蘭西島大區塞纳-马恩省，该省份为法国北部内陆省份，北起瓦兹省，西接埃松省、马恩河谷省、塞纳-圣但尼省和瓦兹河谷省，南至卢瓦雷省，东南接约讷省，东临马恩省和奥布省，东北接埃纳省。
与洛雷勒博卡日-普雷欧接壤的市镇（或旧市镇、城区）包括：维勒贝翁、帕莱、勒莫维尔、图里-费罗特、吕南河畔沃、维勒马雷沙勒、尚特罗、舍夫里昂瑟雷讷、埃格勒维尔。
洛雷勒博卡日-普雷欧的时区为UTC+01:00、UTC+02:00（夏令时）。

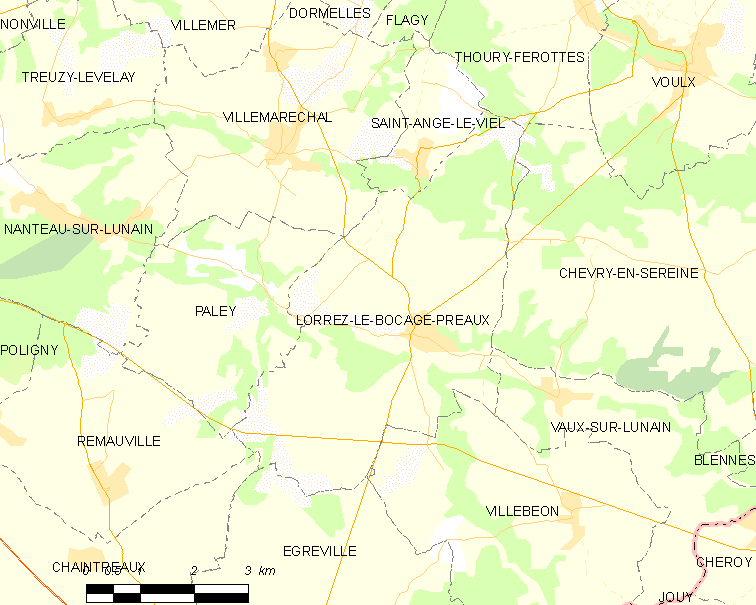
洛雷勒博卡日-普雷欧的OSM定位图

## 行政
洛雷勒博卡日-普雷欧的邮政编码为77710，INSEE市镇编码为77261。

## 政治
洛雷勒博卡日-普雷欧所属的省级选区为讷穆尔县。

## 人口

1962-2008年间洛雷勒博卡日-普雷欧人口变化图示

洛雷勒博卡日-普雷欧于2022年1月1日时的人口数量为1244人。